# Serra d'Escalze
La Serra d'Escalze és una serra situada al municipi d'Alins a la comarca del Pallars Sobirà, amb una elevació màxima de 2.007 metres.